# La Leçon de géographie (Girodet)
Pour les articles homonymes, voir La Leçon de géographie.
La Leçon de géographie est un tableau réalisé en 1803 par le peintre français Anne-Louis Girodet. De format vertical, cette huile sur toile est un double portrait qui figure Benoît François Trioson donnant une leçon de géographie à son fils Benoît Agnès Trioson.
La composition est centrée sur le regard attentif que porte le père sur les yeux de l'enfant, qui lui-même fixe un point que tous deux désignent de l'index sur un globe terrestre. Ce dernier est posé sur une table où se trouvent aussi une grappe de raisin et les Commentaires sur la guerre civile de Jules César. La scène se déroule dans un intérieur au mur rouge décoré par un buste d'Hippocrate qui rappelle la profession de médecin exercée par l'aîné.
L'œuvre est exposée au Salon, à Paris, en 1806, soit après la mort du garçonnet en 1804. Achetée en 2005 pour 2,3 millions d'euros, elle est conservée au musée Girodet, à Montargis, dans le Loiret,.